# Штёкль, Альберт
Альберт Штёкль (15 марта 1823, Тройхтлинген, Средняя Франкония, Королевство Бавария — 15 ноября 1895, Айхштетт, Верхняя Бавария,Королевство Бавария, Второй Рейх) — немецкий историк философии, философ-неосхоласт, педагог и теолог; католический священник. 

## Биография
Уроженец Баварии. Получил образование в гимназии в Айхштетте, изучал философию и теологию в епископском лицее в том же городе (в 1843–1848 годах). Был рукоположен в священники 22 апреля 1848 года. Его первой должностью была должность священника в паломнической церкви в Вемдинге. 
В 1850 году Штёкль стал преподавателем философии в епископском лицее в Айхштетте, а два года спустя  получил звание профессора в том же учреждении. В 1855 году Штёкль получил степень доктора философии в Вюрцбургском университете; после чего (в 1857 году) был переведен в богословское отделение  Айхштеттского лицея профессором экзегетики и иврита.
Осенью 1862 года Штёкль получил кафедру профессора философии Мюнстерского университета в Вестфалии. Многочисленные разногласия, возникшие в этом учреждении во время Первого Ватиканского собора, привели к тому, что Штёкль летом 1871 года оставил и профессорскую кафедру, и преподавание вообще, и вернулся в «родную» Айхштеттскую епархию в качестве приходского священника в Гимперхаузене.
7 марта 1872 года Штёкль был назначен каноником собора в Айхштетте. Примерно тогда же он снова стал профессором практической философии, философии религии и педагогики в лицее. 
Помимо своей педагогической деятельности, Штёкль также принимал активное участие в политической жизни. С 1878 по 1881 год он был депутатом нижней палаты германского Рейхстага.
Однако сегодня Альберт Штёкль наиболее известен своими сочинениями по истории философии, в особенности Средневековой философии (в частности, схоластики), некоторые из которых переводились на русский язык, и издавались как до революции, так и после Перестройки.
В XIX веке сочинения Штёкля также неоднократно переводились на английский язык.

## Издания на русском языке
- История средневековой философии / А. Штёкль ; пер. Н. Стрелкова и И. Э. под ред. и с предисл. проф. И. В. Попова. - Москва : В. М. Саблин, 1912. - [12], 307 с.; 21 см.
- История средневековой философии: Репр. изд. - СПб. : Алетейя : Кренов, 1996. - 307 с.; 21 см
- История средневековой философии; пер. с нем. Н. Стрелков ; под ред. И. В. Попова. - 2-е изд. - Москва : URSS, 2011. - 310 с.; 22 см.; ISBN 978-5-397-01535-6

## Избранные сочинения
- Liturgie und dogmatische Bedeutung der alttestamentlichen Opfer (Ratisbon, 1848)
- Die speculative Lehre vom Menschen und ihre Geschichte (Würzburg, 2 vols., 1858–59)
- "Die Lehre der vornicänischen Kirchenväter von der göttlichen Trinität" (Eichstädt, 1861, in the "Programm" of the lyceum)
- Das Opfer nach seinem Wesen und nach seiner Geschichte (Mainz, 1861)
- Geschichte der Philosophie des Mittelalters (3 vols., Mainz, 1864–66)
- Lehrbuch der Philosophie (Mainz, 1868; 7th ed., 3 vols., 1892; 8th ed., revised by G. Wohlmuth, 1905-)
- Lehrbuch der Geschichte der Philosophie (Mainz, 1870; 3rd ed., 2 vols., 1888; tr. "Handbook of the History of Philosophy", by T. A. Finlay, S.J., Dublin, 1887)
- Die Infallibilität des Oberhauptes der Kirche und die Zustimmungsadressen an Herrn von Döllinger (Münster, 1870; 2nd ed., 1870)
- Grundriss der Aesthetik (Mainz, 1871; 3rd ed., 1889, under the title Lehrbuch der Aesthetik)
- Grundriss der Religionsphilosophie (Mainz, 1872; 2nd ed., 1878); Lehrbuch der Pädagogik (Mainz, 1873; 2nd ed., 1880)
- Lehrbuch der Geschichte der Pädagogik (Mainz, 1876)
- Der Materialismus geprüft in seinen Lehrsätzen und deren Consequenzen (Mainz, 1877)
- Das Christenthum und die grossen Fragen der Gegenwart auf dem Gebiete des geistigen, sittlichen und socialen Lebens. Apologetisch-philosophische und socialpolitische Studien (3 vols., Mainz, 1879–80)
- Geschichte der neueren Philosophie von Baco und Cartesius bis zur Gegenwart (2 vols., Mainz, 1883)
- Das Christenthum und die modernen Irrthümer. Apologetisch-philosophische Meditationen (Mainz, 1886)
- Geschichte der christlichen Philosophie zur Zeit der Kirchenväter (Mainz, 1891)
- Grundzüge der Philosophie (Mainz, 1892; 2nd ed., edited by Ehrenfried, 1910)
- Grundriss der Geschichte der Philosophie (Mainz, 1894)
- Lehrbuch der Apologetik (2 pts., Mainz, 1895).